# كلنكوة رخوة الأزهار
كلنكوة رخوة الأزهار (الاسم العلمي:Kalanchoe laxiflora) هي نوع من النباتات تتبع جنس الكلنكوة من الفصيلة الكرسولية.